# Pareobuthus salopiensis
Pareobuthidae, Pareobuthus
Famille
Genre
Espèce
Pareobuthus salopiensis, unique représentant du genre Pareobuthus et de la famille des Pareobuthidae, est une espèce fossile de scorpions.

## Distribution
Cette espèce a été découverte dans le Shropshire en Angleterre. Elle date du Carbonifère.

## Étymologie
Son nom d'espèce, composé de salop(i) et du suffixe latin -ensis, « qui vit dans, qui habite », lui a été donné en référence au lieu de sa découverte, le Salop.

## Publications originales
- Wills, 1959 : « The external anatomy of some Carboniferous "scorpions" part 1. » Palaeontology, vol. 1, p. 261-282 (texte intégral).
- Kjellesvig-Waering, 1986 : « A restudy of the fossil Scorpionida of the world. » Palaeontographica Americana, vol. 55, p. 5-287.